# Haley Batten
Haley Batten (Park City, 19 de septiembre de 1998) es una deportista estadounidense que compite en ciclismo de montaña en la disciplina de campo a través.
Participó en dos Juegos Olímpicos de Verano, en los años 2020 y 2024, obteniendo una medalla de plata en París 2024, en la prueba de campo a través.
Ganó cuatro medallas en el Campeonato Mundial de Ciclismo de Montaña entre los años 2019 y 2024, en la prueba por relevos.

## Medallero internacional
| Juegos Olímpicos   | Juegos Olímpicos          | Juegos Olímpicos  | Juegos Olímpicos           |
| Año                | Lugar                     | Medalla           | Competición                |
| ------------------ | ------------------------- | ----------------- | -------------------------- |
| 2024               | París (Francia)           | Medalla de plata  | Campo a través             |
| Campeonato Mundial |                           |                   |                            |
| Año                | Lugar                     | Medalla           | Competición                |
| 2019               | Mont-Sainte-Anne (Canadá) | Medalla de plata  | Campo a través por relevos |
| 2022               | Les Gets (Francia)        | Medalla de bronce | Campo a través             |
| 2022               | Les Gets (Francia)        | Medalla de bronce | Campo a través por relevos |
| 2024               | Pal Arinsal (Andorra)     | Medalla de oro    | Campo a través por relevos |